# Гомјеница (Приједор)
Гомјеница је насељено мјесто у граду Приједор, Република Српска, БиХ. Према попису становништва из 1991. у насељу је живјело 2.949 становника.

## Становништво
| Националност       | 1991.          | 1981.          | 1971.          |
| Срби               | 1.995 (67,65%) | 1.546 (62,26%) | 1.208 (64,32%) |
| Муслимани          | 703 (23,83%)   | 497 (20,01%)   | 594 (31,62%)   |
| Хрвати             | 45 (1,52%)     | 61 (2,45%)     | 42 (2,23%)     |
| Југословени        | 134 (4,54%)    | 315 (12,68%)   | 7 (0,37%)      |
| остали и непознато | 72 (2,44%)     | 64 (2,57%)     | 27 (1,43%)     |
| Укупно             | 2.949          | 2.483          | 1.878          |

1. ↑  Муслимани се данас изјашњавају као Бошњаци.